# Wilhelm von Lindenschmit der Jüngere

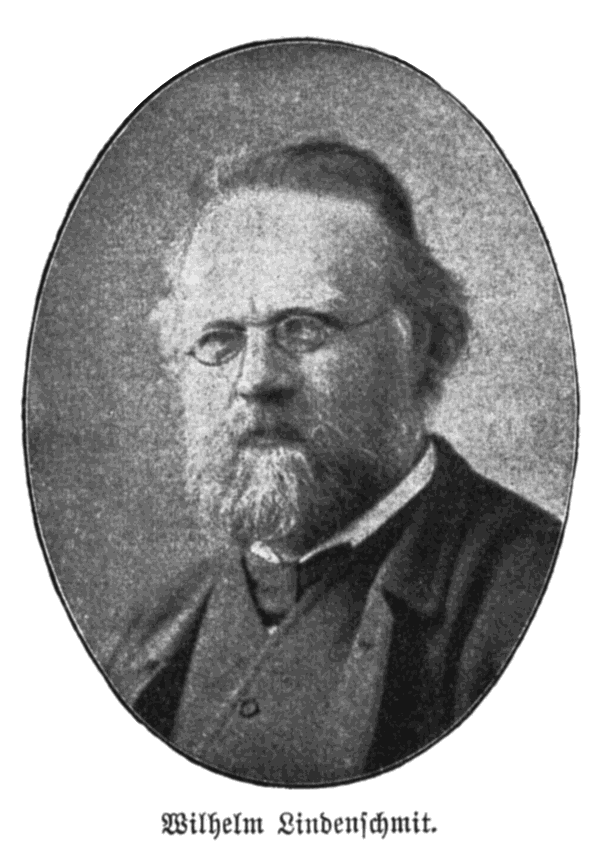
Wilhelm von Lindenschmit d. J.

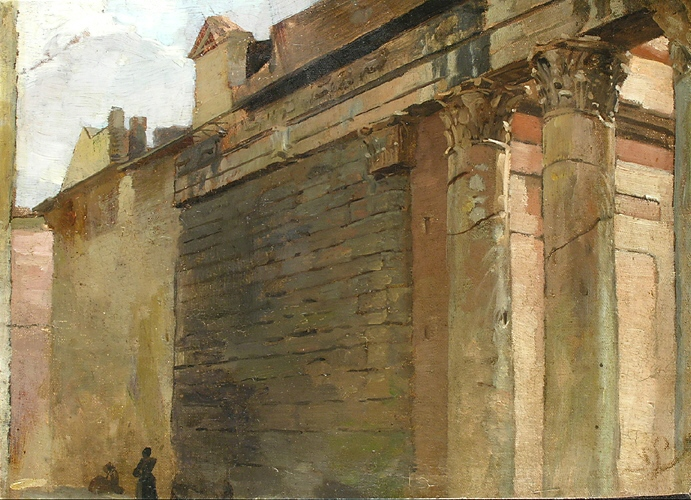
W. v. Lindenschmit d. J.: Faustina-Tempel in Rom

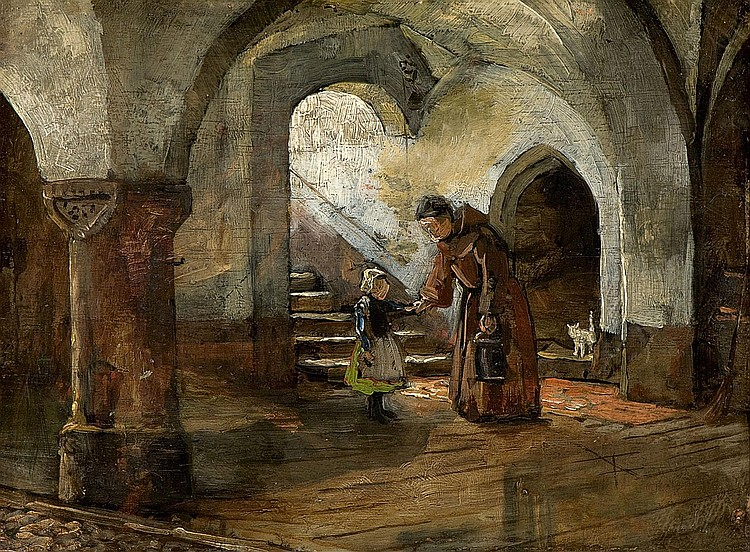
Klosterszene

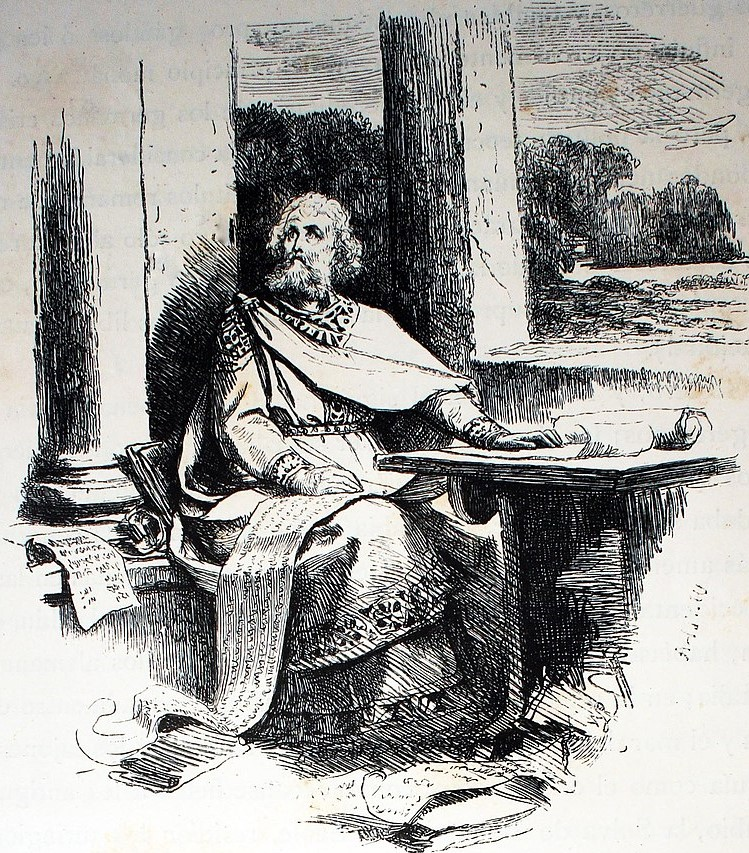
Wulfila übersetzt die Bibel (1879)

Wilhelm Ludwig (Ritter von) Lindenschmit der Jüngere (* 20. Juni 1829 in München; † 8. Juni 1895 ebenda) war ein deutscher Maler. Lindenschmit wurde 1894 in den bayerischen Personaladel mit dem Titel Ritter von erhoben.

## Leben und Werk
Lindenschmit war Sohn von Wilhelm Lindenschmit dem Älteren, erhielt seinen ersten Kunstunterricht von seinem Onkel Ludwig Lindenschmit in Mainz, kam 1844 auf die Münchner Königliche Akademie der bildenden Künste und übte sich nebenbei in Xylographie und Lithographie.
Nach des Vaters Tod studierte er erst am Städelsches Kunstinstitut in Frankfurt, dann an der Akademie in Antwerpen, wandte sich aber bald nach Paris und schuf dort unter anderem die Gemälde:
- Die Gräfin von Rudolstadt und Alba, sowie
- Ernte (beide in der Hamburger Kunsthalle).

Im Jahr 1853 nach Deutschland zurückgekehrt, lebte er einige Jahre in Frankfurt, wo sein im Germanischen Nationalmuseum zu Nürnberg befindlicher Karton:
- Gefangennahme Franz I. in der Schlacht bei Pavia,
- Eine Episode aus der Geschichte des Lützowschen Freikorps (1861),
- Der Tod Franz von Sickingens (1861) und die
- Reformatorenversammlung in Marburg (1862) entstanden.

1863 siedelte Lindenschmit nach München über und zeichnete für den Bruckmann-Verlag die deutsche Ruhmeshalle; sodann entstanden:
- Der Fischer und die Nixe (in der Schackschen Galerie zu München) sowie die Jahreszeitenfriese im Cramer-Klettschen Haus zu Nürnberg und
- Currendschüler Martin Luther an der Thüre der Frau Ursula Cotta um Brod singend, als Holzschnitt von Schultheiss populär und erstmals veröffentlicht in der Zeitschrift Daheim, 1873, Nr. 10.

Es folgten die Gemälde:
- Stiftung des Jesuitenordens (1868),
- Der junge Luther bei Andreas Proles (1869),
- Die Klosterfreuden (1869) und
- Ulrich von Hutten im Kampf mit französischen Adligen  (1869) (Museum zu Leipzig). Ferner malte er den
- Der Tod Wilhelms von Oranien (für die Gesellschaft für historische Kunst),
- Falstaff und
- Die lustigen Weiber von Windsor,
- Knox und die schottischen Bilderstürmer,
- Anna Boleyn,
- Venus an der Leiche des Adonis,
- Narziß,
- Luther und Kardinal Cajetan in Augsburg und
- Walter Raleigh im Tower.

1875 wurde er zum Professor an der Münchener Akademie ernannt.
1883 und 1884 dekorierte er den Saal des Rathauses in Kaufbeuren mit geschichtlichen und allegorischen Wandgemälden unter Anwendung der Keimschen Mineralfarben und vollendete 1886 ein großes, figurenreiches Historienbild, den Einzug Alarichs in Rom. Auch im Kleinen Sitzungssaal des Neuen Rathauses in München schuf er 1886/87 ein Wandgemälde mit dem Titel Die Krönung der Monachia – Münchens Aufblühen unter Ludwig I. in Kunst und Wissenschaft. Das Werk stellt die große Bedeutung der Wittelsbacher für München dar und kann damit als Gegenstück zu Carl Theodor von Pilotys Monumentalgemälde im Großen Sitzungssaal gesehen werden. Dort steht die Bürgerschaft im Vordergrund und die Wittelsbacher Landesherren sind nur als leblose Standfiguren im Hintergrund.
Meyers Konversationslexikon von 1888 urteilt über Lindenschmits Stil:
Lindenschmit zeichnet sich als Kolorist besonders durch eine glückliche Behandlung des Halbdunkels aus. Doch leidet der Gesamteindruck seiner Bilder unter einer zu starken Betonung bräunlicher Töne. In seinen letzten Gemälden ist er zu einer reichern Farbenentfaltung gelangt.
Josef Altheimer (1860–1913) und Bertha Wegmann (1847–1926) waren zwei seiner Schüler.